# Wahlkreis Treptow-Köpenick 5
Der Wahlkreis Treptow-Köpenick 5 ist ein Abgeordnetenhauswahlkreis in Berlin. Er gehört zum Wahlkreisverband Treptow-Köpenick und umfasst seit der Abgeordnetenhauswahl 2006 die Gebiete Altstadt/Kietz, Allende-Viertel, Wendenschloss und Müggelheim.

## Abgeordnetenhauswahl 2023
Bei der Wahl zum Abgeordnetenhaus von Berlin 2023 traten folgende Kandidaten an:
| Name                              | Partei           | Anteil der Erststimmen | Anteil der Zweitstimmen |
| --------------------------------- | ---------------- | ---------------------- | ----------------------- |
| Martin Sattelkau                  | CDU              | 27,7 %                 | 27,6 %                  |
| Tom Schreiber                     | SPD              | 22,9 %                 | 18,9 %                  |
| Martin Trefzer                    | AfD              | 18,1 %                 | 17,6 %                  |
| Maximilian Schirmer               | Die Linke        | 14,9 %                 | 14,8 %                  |
| Alexander Reinfeldt               | Grüne            | 06,9 %                 | 07,0 %                  |
| Anastasia Weimer                  | FDP              | 03,3 %                 | 04,1 %                  |
| Cinio Jeschke                     | Die PARTEI       | 02,5 %                 | 01,5 %                  |
| Matthias Hentschler               | Freie Wähler     | 01,6 %                 | 00,7 %                  |
| Maria Eva Macheleidt              | dieBasis         | 00,8 %                 | 00,5 %                  |
| Udo Voigt                         | NPD              | 00,5 %                 | 00,4 %                  |
| Mareen Bahl                       | ÖDP              | 00,5 %                 | 00,1 %                  |
| Randy Witte                       | LKR              | 00,3 %                 | 00,1 %                  |
| –                                 | Tierschutzpartei | 0–                     | 02,6 %                  |
| –                                 | Sonstige         | –                      | 04,1 %                  |
| Wahlberechtigte: 29.509 Einwohner |                  |                        |                         |
| Wahlbeteiligung: 64,2 %           |                  |                        |                         |

## Abgeordnetenhauswahl 2021
Bei der Wahl zum Abgeordnetenhaus von Berlin 2021 traten folgende Kandidaten an:
| Name                              | Partei           | Anteil der Erststimmen | Anteil der Zweitstimmen |
| --------------------------------- | ---------------- | ---------------------- | ----------------------- |
| Tom Schreiber                     | SPD              | 26,0 %                 | 23,1 %                  |
| Stefanie Fuchs                    | Die Linke        | 18,4 %                 | 17,9 %                  |
| Martin Sattelkau                  | CDU              | 15,3 %                 | 15,0 %                  |
| Martin Trefzer                    | AfD              | 14,8 %                 | 14,6 %                  |
| Alexander Reinfeldt               | Grüne            | 08,1 %                 | 08,5 %                  |
| Anastasia Weimer                  | FDP              | 05,9 %                 | 07,0 %                  |
| Markus Anhalt                     | Tierschutzpartei | 03,8 %                 | 02,8 %                  |
| Cinio Jeschke                     | Die PARTEI       | 02,1 %                 | 01,7 %                  |
| Matthias Hentschler               | Freie Wähler     | 02,0 %                 | 01,5 %                  |
| Maria Eva Macheleidt              | dieBasis         | 01,6 %                 | 01,3 %                  |
| Randy Witte                       | LKR              | 00,9 %                 | 00,5 %                  |
| Udo Voigt                         | NPD              | 00,7 %                 | 00,5 %                  |
| Mareen Bahl                       | ÖDP              | 00,3 %                 | 00,2 %                  |
| –                                 | Die Grauen       | –                      | 01,0 %                  |
| –                                 | Sonstige         | –                      | 04,4 %                  |
| Wahlberechtigte: 29.814 Einwohner |                  |                        |                         |
| Wahlbeteiligung: 76,0 %           |                  |                        |                         |

## Abgeordnetenhauswahl 2016
Bei der Wahl zum Abgeordnetenhaus von Berlin 2016 traten folgende Kandidaten an:
| Name                    | Partei           | Anteil der Erststimmen | Anteil der Zweitstimmen |
| ----------------------- | ---------------- | ---------------------- | ----------------------- |
| Tom Schreiber           | SPD              | 26,3 %                 | 21,3 %                  |
| Martin Trefzer          | AfD              | 24,8 %                 | 24,2 %                  |
| Stefanie Fuchs          | Die Linke        | 23,2 %                 | 22,4 %                  |
| Martin Hinz             | CDU              | 13,5 %                 | 12,4 %                  |
| Claudia Schlaak         | Grüne            | 06,7 %                 | 05,9 %                  |
| Andrej Springer         | Piraten          | 02,0 %                 | 01,3 %                  |
| ?                       | NPD              | 01,6 %                 | 01,5 %                  |
| ?                       | Pro Deutschland  | 01,1 %                 | 00,7 %                  |
| –                       | FDP              | 0–                     | 04,4 %                  |
| –                       | Tierschutzpartei | 0–                     | 01,8 %                  |
| –                       | Die PARTEI       | 0–                     | 01,4 %                  |
| –                       | Graue Panther    | 0–                     | 01,1 %                  |
| –                       | Sonstige         | 0–                     | 01,6 %                  |
| Wahlberechtigte: 29.732 |                  |                        |                         |
| Wahlbeteiligung: 68,9 % |                  |                        |                         |

## Abgeordnetenhauswahl 2011
Bei der Wahl zum Abgeordnetenhaus von Berlin 2011 traten folgende Kandidaten an:
| Name                              | Partei           | Anteil der Erststimmen | Anteil der Zweitstimmen |
| --------------------------------- | ---------------- | ---------------------- | ----------------------- |
| Tom Schreiber                     | SPD              | 30,9 %                 | 28,2 %                  |
| Norbert Pewestorff                | Die Linke        | 27,4 %                 | 24,2 %                  |
| Niels Korte                       | CDU              | 22,3 %                 | 17,6 %                  |
| Martin Böhmert                    | Grüne            | 09,9 %                 | 08,7 %                  |
| ?                                 | NPD              | 05,9 %                 | 04,7 %                  |
| ?                                 | pro Deutschland  | 03,6 %                 | 01,5 %                  |
| –                                 | Piraten          | –                      | 08,5 %                  |
| –                                 | Tierschutzpartei | –                      | 01,3 %                  |
| –                                 | Familien-Partei  | 0–                     | 01,3 %                  |
| –                                 | FDP              | 0–                     | 01,2 %                  |
| –                                 | Die Freiheit     | –                      | 01,2 %                  |
| –                                 | Sonstige         | –                      | 01,6 %                  |
| Wahlberechtigte: 30.131 Einwohner |                  |                        |                         |
| Wahlbeteiligung: 62,0 %           |                  |                        |                         |

## Abgeordnetenhauswahl 2006
Bei der Wahl zum Abgeordnetenhaus von Berlin 2006 traten folgende Kandidaten an:
| Name                              | Partei    | Anteil der Erststimmen |
| --------------------------------- | --------- | ---------------------- |
| Tom Schreiber                     | SPD       | 34,4 %                 |
| Norbert Pewestorff                | Die Linke | 29,7 %                 |
| Christian Schild                  | CDU       | 13,3 %                 |
| Fritz Liebenow                    | NPD       | 05,9 %                 |
| Peter Groos                       | Grüne     | 05,7 %                 |
| Matthias Lefarth                  | FDP       | 05,3 %                 |
| Edgar Streese                     | WASG      | 04,5 %                 |
| Klaus Neumann                     | BüSo      | 01,2 %                 |
| Wahlberechtigte: 29.795 Einwohner |           |                        |
| Wahlbeteiligung: 57,4 %           |           |                        |

## Abgeordnetenhauswahl 2001
Der Wahlkreis Treptow-Köpenick 5 umfasste zur Abgeordnetenhauswahl am 21. Oktober 2001 die Gebiete Dammvorstadt, Köpenick-Nord, Hirschgarten und Friedrichshagen. Es traten folgende Kandidaten an:
| Name                              | Partei         | Anteil der Erststimmen |
| --------------------------------- | -------------- | ---------------------- |
| Uwe Doering                       | PDS            | 37,2 %                 |
| Jürgen Radebold                   | SPD            | 33,7 %                 |
| Alfred-Mario Molter               | CDU            | 15,1 %                 |
| Volker Thiel                      | FDP            | 05,2 %                 |
| Brigitte Gelbke                   | Grüne          | 04,1 %                 |
| Harri Liedtke                     | STATT Partei   | 03,1 %                 |
| Thomas Förtig                     | Einzelbewerber | 01,6 %                 |
| Wahlberechtigte: 32.229 Einwohner |                |                        |
| Wahlbeteiligung: 71,4 %           |                |                        |

## Abgeordnetenhauswahl 1999
Der Wahlkreis Köpenick 2 umfasste zur Abgeordnetenhauswahl am 10. Oktober 1999 die Gebiete Dammvorstadt, Köpenick-Nord, Hirschgarten und Friedrichshagen. Es traten folgende Kandidaten an:
| Name                              | Partei | Anteil der Erststimmen |
| --------------------------------- | ------ | ---------------------- |
| Uwe Doering                       | PDS    | 35,3 %                 |
| Alfred-Mario Molter               | CDU    | 31,0 %                 |
| Udo Weinert                       | SPD    | 25,4 %                 |
| Wolfgang Göricke                  | Grüne  | 04,5 %                 |
| Simone Osarek                     | Graue  | 02,4 %                 |
| Volker Thiel                      | FDP    | 01,3 %                 |
| Wahlberechtigte: 31.379 Einwohner |        |                        |
| Wahlbeteiligung: 69,8 %           |        |                        |

## Abgeordnetenhauswahl 1995
Der Wahlkreis Köpenick 2 umfasste zur Abgeordnetenhauswahl am 22. Oktober 1995 die Gebiete Dammvorstadt, Köpenick-Nord, Hirschgarten und Friedrichshagen. Jochen Querengässer (PDS) erhielt die meisten Erststimmen.

## Bisherige Abgeordnete
Direkt gewählte Abgeordnete des Wahlkreises Treptow-Köpenick 5 (bis 1999: Köpenick 2):
| Jahr | Name                | Partei | Anteil der Erststimmen |
| ---- | ------------------- | ------ | ---------------------- |
| 2023 | Martin Sattelkau    | CDU    | 27,7 %                 |
| 2021 | Tom Schreiber       | SPD    | 26,0 %                 |
| 2016 | Tom Schreiber       | SPD    | 26,3 %                 |
| 2011 | Tom Schreiber       | SPD    | 30,9 %                 |
| 2006 | Tom Schreiber       | SPD    | 34,4 %                 |
| 2001 | Uwe Doering         | PDS    | 37,2 %                 |
| 1999 | Uwe Doering         | PDS    | 35,3 %                 |
| 1995 | Jochen Querengässer | PDS    | 30,3 %                 |